# Liste der Stolpersteine in Eisenach

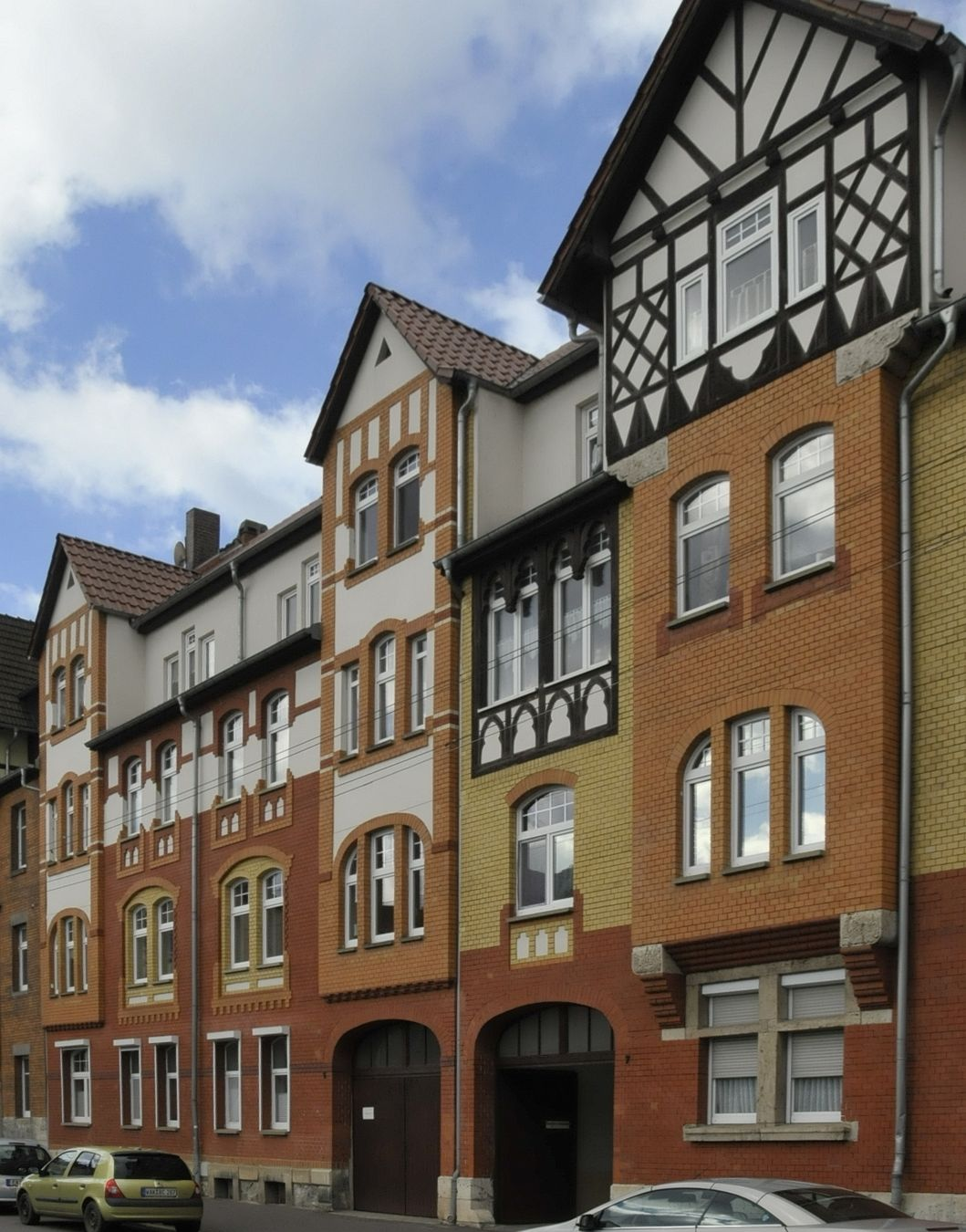
Die zur NS-Zeit so genannten „Judenhäuser“ in Eisenach, Stolzestr. 5/7

Die Liste der Stolpersteine in Eisenach führt die vom Künstler Gunter Demnig verlegten Stolpersteine in der Wartburgstadt Eisenach im Wartburgkreis auf. Auf Initiative des Bündnisses gegen Rechtsextremismus Eisenach wurden zwischen 2009 und 2021 insgesamt 114 Stolpersteine im Stadtgebiet verlegt.

## Liste der Stolpersteine in Eisenach
| Bild | Name                       | Adresse                                                        | Geo-Daten            | Geburts- datum Ort                       | Inschrift | Kurzvita |
| --- | -------------------------- | -------------------------------------------------------------- | -------------------- | ---------------------------------------- | --- | --- |
| | Ochs, Fritz                | Stolzestraße 5/7 („Judenhaus“)                                 | (Lage)               | 14. Apr. 1914                            | HIER WOHNTE FRITZ OCHS JG. 1914 DEPORTIERT 1942 AUSCHWITZ ERMORDET 26.1.1945 BUCHENWALD                                                                               | deportiert 1942 nach Auschwitz, von dort nach Buchenwald, dort ermordet am 26. Januar 1945 |
| | Oppenheim, Marie           | Stolzestraße 5/7 („Judenhaus“)                                 | (Lage)               | 29. Dez. 1912 geb. Ochs                  | HIER WOHNTE MARIE OCHS VERH. OPPENHEIM JG. 1912 HEIMATORT VERLASSEN KASSEL DEPORTIERT 1942 SOBIBOR ERMORDET 3.6.1942                                                  | deportiert 1942 nach Sobibor, dort ermordet am 3. Juni 1942 |
| | Ochs, Margarete            | Stolzestraße 5/7 („Judenhaus“)                                 | (Lage)               | 27. Feb. 1904                            | HIER WOHNTE MARGARETE OCHS JG. 1904 DEPORTIERT 1942 GHETTO BELZYCE ERMORDET                                                                                           | 1942 ins Ghetto Belzyce deportiert, dort ermordet |
| | Katz, Reni                 | Stolzestraße 5/7 („Judenhaus“)                                 | (Lage)               | 18. Feb. 1903 geb. Ochs                  | HIER WOHNTE RENI OCHS VERH. KATZ JG. 1903 HEIMATORT VERLASSEN KÖLN DEPORTIERT 1941 LODZ/LITZMANNSTADT ERMORDET 4.8.1942                                               | 1941 nach Litzmannstadt/Lodz deportiert, dort am 4. August 1942 ermordet |
| | Ochs, Karl                 | Stolzestraße 5/7 („Judenhaus“)                                 | (Lage)               | 23. Feb. 1877                            | HIER WOHNTE KARL OCHS JG. 1877 DEPORTIERT 1942 THERESIENSTADT ERMORDET 11.2.1943                                                                                      | 1942 nach Theresienstadt deportiert, dort am 11. Februar 1943 ermordet |
| | Ochs, Mathilde             | Stolzestraße 5/7 („Judenhaus“)                                 | (Lage)               | 16. Dez. 1875 geb. Kohlfelder            | HIER WOHNTE MATHILDE OCHS GEB. KOHNFELDER JG. 1875 DEPORTIERT 1942 THERESIENSTADT ERMORDET 7.5.1943                                                                   | 1942 nach Theresienstadt deportiert, dort am 7. Mai 1943 ermordet |
| | Enders, Willy              | Stedtfelder Str. 19a                                           | (Lage)               | 11. Apr. 1886                            | HIER WOHNTE WILLY ENDERS JG. 1886 IM WIDERSTAND / SPD VERHAFTET 1938 FLUCHT IN DEN TOD 7.1.1938 GERICHTSGEFÄNGNIS EISENACH                                            | verhaftet 1938, 7. Januar 1938 Suizid im Gerichtsgefängnis Eisenach |
| | Wiesen, Kurt Peter         | Schlossberg 10                                                 | (Lage)               | 24. Apr. 1933 Eisenach                   | HIER WOHNTE PETER WIESEN JG. 1933 DEPORTIERT 1943 ERMORDET IN AUSCHWITZ                                                                                               | Kurt Peter Wiesen war das jüngste aus Eisenach deportierte Kind. Er wurde nicht einmal zehn Jahre alt. Er war Sohn von Dr. Erich Wiesen, einem Sohn von Dr. Josef Wiesen, und Irma Wiesen. Deportiert wurde er am 1. März 1943 nach Auschwitz, dort ermordet. Sein Vater hat die Shoa überlebt und schrieb Jahre später über die Umstände des Todes seiner Familie zutiefst verbittert: „Frau und Kind, haben keine Anschrift mehr und haben keine Entschädigungsansprüche stellen können, weil sie in der Nacht vom 3. zum 4. März in Auschwitz vergast worden sind.“ |
| | Wiesen, Irma               | Schlossberg 10                                                 | (Lage)               | 8. Juli 1908 geb. Firnbacher Regensburg  | HIER WOHNTE IRMA WIESEN GEB. FIRNBACHER JG. 1909 DEPORTIERT 1943 ERMORDET IN AUSCHWITZ                                                                                | Irma Wiesen, geb. Firnbacher, stammte aus Regensburg, wo ihr Vater als Viehhändler tätig war. Ihre Mutter Sophie, geborene Beermann, stammte aus Gunzenhausen. Sie heiratete am 19. Juli 1932 Dr. Erich Wiesen (Heiratsurkunde 164/1932 Eisenach). Aus der Ehe ging der Sohn Kurt Peter hervor. Die gesamte Familie wurde am 1. März 1943 als eine der letzten jüdischen Familien Eisenachs nach Auschwitz deportiert und dort ermordet. Anmerkung: Die Gravur „JG. 1909“ stimmt nicht mit der Angabe in der Broschüre überein („Geb. am 8.7.1908 in Regensburg“). Der Verein ist informiert. |
| | Wiesen, Dr. Josef          | Schlossberg 10                                                 | (Lage)               | 25. Feb. 1865 Ittebe                     | HIER WOHNTE DR. JOSEF WIESEN JG. 1868 DEPORTIERT 1942 THERESIENSTADT ERMORDET 15.11.1942                                                                              | Mit Josef Wiesen wurde der höchste jüdische Würdenträger Thüringens aus Eisenach deportiert. Er war der Sohn des Verlegers und Schriftstellers Israel Wiesen und dessen Frau Betty, geborene Pless. Das dem Schulbesuch folgende Studium an den Universitäten Marburg, Berlin, Erlangen und Straßburg schloss er mit einer Promotion zum Dr. phil. im Jahr 1892 ab. Er amtierte zunächst als Landrabbiner von Böhmen in Böhmisch Leipa, heute Česká Lípa, Tschechische Republik, ehe er 1898 zum Landrabbiner des Großherzogtums Sachsen-Weimar-Eisenach berufen wurde. Zunächst lebte die Familie in Stadtlengsfeld, seit 1911 in Eisenach. Mit seiner ersten, 1905 verstorbenen Frau Ida, geborene Berg, hatte Wiesen drei Kinder: Hertha, Gertrud und Dr. Erich Wiesen. Aus seiner zweiten Ehe mit Elsa, geborene Doernberg, stammte der Sohn Rudolf, der bereits seit 1937 amerikanischer Staatsbürger gewesen ist. Hertha kam 1942 in Riga ums Leben, Gertrud starb 1989 in Israel. Josef Wiesens zweite Frau starb 1941 in Eisenach und er selbst wurde am 20. September 1942 in hohem Alter nach Theresienstadt deportiert, wo er am 15. November 1942 umgekommen ist. Anmerkung: Die Gravur „JG. 1868“ stimmt nicht mit der Angabe in der Broschüre überein („Geb. am 25.2.1865“). Der Verein ist informiert.                                      |
| | Katz, Henriette            | Rennbahn 28                                                    | (Lage)               | 18. Aug. 1857 geb. Seligmann             | HIER WOHNTE HENRIETTE KATZ GEB. SELIGMANN JG. 1867 UNFREIWILLIG VERZOGEN 1936 FRANKFURT/M. DEPORTIERT 1942 THERESIENSTADT ERMORDET 25.3.1945                          | Henriette Katz wurde 1942 nach Theresienstadt deportiert und dort am 25. März 1943 ermordet. |
| | Katz, Käthe                | Rennbahn 28                                                    | (Lage)               | 31. Jan. 1912 geb. Dreyfuß Karlsruhe     | HIER WOHNTE KÄTHE KATZ GEB. DREYFUSS JG. 1912 DEPORTIERT 1942 GHETTO BELZYCE ERMORDET                                                                                 | Käthe Katz’ Eltern, Simon und Meta Dreyfuß, betrieben in Karlsruhe ein Weiß- und Webwarengeschäft. Käthe hatte einen Bruder, der in die USA migrieren konnte, und eine Schwester, die deportiert und ermordet worden ist. Nach ihrer Heirat mit Helmut Katz zog sie nach Eisenach. Ihre damals schon alten Eltern wurden 1940 in das französische Gurs und von dort 1944 nach Auschwitz deportiert, wo sie umgekommen sind. |
| | Katz, Helmut               | Rennbahn 28                                                    | (Lage)               | 27. Sep. 1913 Eisenach                   | HIER WOHNTE HELMUT KATZ JG. 1913 DEPORTIERT 1942 GHETTO BELZYCE ERMORDET                                                                                              | Helmut war der Sohn von Siegfried und Magda Katz. Er wuchs in Eisenach auf und besuchte hier das Realgymnasium. Er erlernte den Beruf des Kaufmanns und arbeitete dann in der Firma seines Vaters mit. Als das Unternehmen unter dem Druck der Nationalsozialisten geschlossen werden musste, betrieb er einen Papiergroßhandel in der Katharinenstraße 96. 1937 hatte er Käthe Dreyfuß geheiratet. Das Paar blieb kinderlos. |
| | Katz, Magda                | Rennbahn 28                                                    | (Lage)               | 25. Apr. 1892 geb. Goldschmidt Eisenach  | HIER WOHNTE MAGDA KATZ GEB. GOLDSCHMIDT JG. 1892 DEPORTIERT 1942 GHETTO BELZYCE ERMORDET                                                                              | Magdas Familie stammte aus Herleshausen. Ihr Vater Leopold war hier als Fell- und Landproduktenhändler tätig. Seit den 1870er Jahren betrieb er in der Eisenacher Katharinenstraße 96 ein so genanntes Rohproduktengeschäft, Ein- und Verkauf von Lumpen, Knochen und Metall. Magda kam als letztes von fünf Kindern der Goldschmidts zur Welt. Sie besuchte hier die Schule und heiratete 1912 Siegfried Katz, der später in der Firma seines Schwiegervaters mitarbeitete. Magda wurde am 9. Mai 1942 mit ihrem Mann aus Eisenach deportiert. |
| | Katz, Siegfried            | Rennbahn 28                                                    | (Lage)               | 17. Jan. 1886 Eisenach                   | HIER WOHNTE SIEGFRIED KATZ JG. 1886 DEPORTIERT 1942 GHETTO BELZYCE ERMORDET                                                                                           | Siegfried Katz entstammte der weitverzweigten Familie Katz aus Nentershausen. Sein Vater Sally betrieb seit Beginn der 1880er Jahre verschiedene Geschäfte in Eisenach, u. a. ein Getreide- und Landesproduktehandel, seit 1909 im Haus Rennbahn 28. Die Familie hatte 14 Kinder. Eines davon war Siegfried. Nach dem Schulbesuch und der Ausbildung trat er in das väterliche Geschäft ein. Im Dezember 1912 heiratete er Magda Goldschmidt. Die gesamte Familie wurde am 9. Mai 1942 aus Eisenach deportiert. |
| | Heidungsfeld, Gertrud      | Obere Predigergasse 13                                         | (Lage)               | 25. Juni 1876 geb. Hirsch Nordhausen     | HIER WOHNTE GERTRUD HEIDUNGSFELD GEB. HIRSCH JG. 1876 DEPORTIERT 1942 THERESIENSTADT ERMORDET 26.6.1944                                                               | Gertrud(e) stammte aus Nordhausen, wo sie als Tochter von Ida und Emil Hirsch geboren wurde. 1901 heiratete sie Julius Heidungsfeld und lebte fortan mit ihm in Eisenach. Das Paar hatte offenbar keine Kinder. Sie wurde am 20. Juni 1942 mit ihrem Mann nach Theresienstadt deportiert und starb dort am 26. Juni 1944, ein knappes Jahr nach ihm. Anmerkung: Die Jahrgangsangabe auf dem Stolperstein ist offensichtlich falsch, da sie bei einer Hochzeit im Jahre 1901 erst 4 Jahre als gewesen wäre. Der Verein ist informiert. |
| | Heidungsfeld, Julius       | Obere Predigergasse 13                                         | (Lage)               | 27. Juli 1869 Eisenach                   | HIER WOHNTE JULIUS HEIDUNGSFELD JG. 1869 DEPORTIERT 1942 THERESIENSTADT ERMORDET 28.7.1943                                                                            | Die Heidungsfelds gehörten zu den ältesten jüdischen Familien Eisenachs. Als erster Lehrer der jüdischen Gemeinde wurde Julius’ Vater Jacob Heidungsfeld angestellt, der zudem als Kantor bis zu seinem Tod 1897 arbeitete. Jakob kam um 1864 als jüdischer Lehrer nach Eisenach. Julius selbst kam hier als viertes Kind der Familie zur Welt. Er arbeitete als Kaufmann, Waren- und Versicherungsvertreter in der Stadt und kümmerte sich intensiv um die Belange der jüdischen Gemeinde der Wartburgstadt. All seine Geschäfte musste er zum 1. März 1939 zwangsweise abmelden. Er wurde am 20. September 1942 gemeinsam mit seiner Frau nach Theresienstadt deportiert und starb dort am 28. Juli 1943. Zur Familie im weiteren Sinn gehörte auch die Familie Baer (siehe dort): Ernst Baers Vater hatte 1882 in Eisenach Sophie Heidungsfeld geheiratet. |
| | Spittel, Gertrud           | Mariental 17                                                   | (Lage)               | 8. Aug. 1883 geb. Nachmann Cottbus       | HIER WOHNTE GERTRUD SPITTEL GEB. NACHMANN JG. 1883 UNFREIWILLIG VERZOGEN BERLIN DEPORTIERT 1943 ERMORDET IN AUSCHWITZ                                                 | Gertrud Spittel wurde am 29. Januar 1943 aus Berlin deportiert und ist in Auschwitz verschollen. |
| | Spittel, Max               | Mariental 17                                                   | (Lage)               | 29. März 1879 Eisenach                   | HIER WOHNTE MAX SPITTEL JG. 1879 UNFREIWILLIG VERZOGEN BERLIN DEPORTIERT 1943 ERMORDET IN AUSCHWITZ                                                                   | Max wurde als Sohn von Adolf und Lina Spittel geboren. Er wohnte in Eisenach u. a. in der Johann-Sebastian-Bach-Str. 4 und am Karlsplatz 27. 1939 wurde er aus Berlin deportiert und ist in Auschwitz verschollen. |
| | Grünbaum, Fanny            | Mariental 17                                                   | (Lage)               | 27. Dez. 1859 geb. Schasmin Theilheim    | HIER WOHNTE FANNY GRÜNBAUM GEB. SCHASMIN JG. 1859 DEPORTIERT 1942 THERESIENSTADT ERMORDET 14.12.1942                                                                  | |
| | Großmann, Berthold         | Karlstraße 6                                                   | (Lage)               | 31. März 1897 Eisenach                   | HIER WOHNTE BERTHOLD GROSSMANN JG. 1897 DEPORTIERT 1942 IZBICA ERMORDET                                                                                               | Der gemeinsame Sohn von Markus Louis und Friederike Großmann, Berthold, war offensichtlich geistig behindert. Er erlernte das Gärtnerhandwerk. Am 7. Mai 1942 wurde er in die jüdische psychiatrische Jacoby’sche Heil- und Pflegeanstalt nach Sayn gebracht, eine ehemals angesehene Einrichtung, die nun auf Grund der NS-Rassenpolitik zu einer Sammelstelle für „doppelt unwertes“ Leben wurde. Deportiert aus Koblenz wurde er am 15. Juni 1942 nach Sobibor, dort ermordet. |
| | Großmann, Friederike       | Karlstraße 6                                                   | (Lage)               | 14. Mai 1863 geb. Aris Braunsberg        | HIER WOHNTE FRIEDERIKE GROSSMANN GEB: ARIS JG. 1863 DEPORTIERT 1942 THERESIENSTADT ERMORDET 18.1.1943                                                                 | Friederike ist die ältere Schwester von Jenny Aris. 1901 heiratete sie den Kaufmann Markus Louis Großmann, ein Bruder von Bernhard Großmann. Ihr Mann starb 1930 in Eisenach. Sie lebte dann offensichtlich bei der Familie ihrer Schwester. Wie sie wurde auch Friederike im Oktober 1941 aus dem Haus Karlstraße 6 zwangsweise exmittiert und musste in eines der wenigen Eisenacher „Judenhäuser“, Stolzestraße 5/7 umziehen. Von dort wurde sie am 20. September 1942 nach Theresienstadt deportiert und ist dort am 18. Januar 1943 umgekommen. |
| | Großmann, Jenny            | Karlstraße 6                                                   | (Lage)               | 1. Okt. 1867 geb. Aris Braunsberg        | HIER WOHNTE JENNY GROSSMANN GEB: ARIS JG. 1867 DEPORTIERT 1942 THERESIENSTADT ERMORDET 1.3.1943                                                                       | Als Tochter des Kaufmanns Aron Aris kam Jenny in Braunsberg zur Welt. Seit 1900 lebte sie in Eisenach. Deportiert wurde sie am 20. September 1942 nach Theresienstadt, dort ist sie, wie auch zuvor ihr Mann Bernhard, am 1. März 1943 umgekommen. Die Gravur im Stein gibt ein falsches Todesdatum an. |
| | Großmann, Bernhard         | Karlstraße 6                                                   | (Lage)               | 13. Dez. 1862 Lautenburg                 | HIER WOHNTE BERNHARD GROSSMANN JG. 1862 DEPORTIERT 1942 THERESIENSTADT ERMORDET 15.1.1943                                                                             | Über Herkunft und Jugend Großmanns ist nichts bekannt. Er heiratete 1901 in Berlin, lebte zu diesem Zeitpunkt aber schon in Eisenach, wo er eine Kurz-, Leder- und Spielwarenhandlung im Haus Markt 18, später in der Karlstraße 6, betrieb. Seit 1920 unterhielt er an gleicher Stelle auch ein Nahrungsmittel- und Feinkostgeschäft. Gegen die Zahlung einer jährlichen Leibrente verkaufte er sein Haus später an die Stadt Eisenach. Obgleich ihm lebenslanges Insitzrecht zugesichert worden war, wurden er und seine Frau 1941 zwangsweise exmittiert. Deportiert am 20. September 1942 nach Theresienstadt, ist er dort am 15. Januar 1943 umgekommen. |
| | Cohn, Fritz                | Karlstraße 34                                                  | (Lage)               | 10. März 1901 Eisenach                   | HIER WOHNTE FRITZ COHN JG. 1901 DEPORTIERT 1942 BELYCE ERMORDET | Fritz kam als Sohn des aus Bromberg (heute Bydgoszcz/Polen) stammenden Isidor Cohn und dessen Frau Therese zu Welt. Er besuchte in Eisenach die Schule und absolvierte eine Ausbildung zum Bankkaufmann. Wahrscheinlich arbeitete er für die 1918 von seinem Vater angemeldete Firma „Grundstücks-Agentur I. Cohn“, zunächst in der Karlstr. 26, dann in der Karlstr. 34/Ecke Querstr. Dem jüdischen Glauben war er tief verbunden. Sein Vater hatte die jüdische Loge 1920 in Eisenach mitbegründet. Fritz selbst war zum Ende der jüdischen Gemeinde deren Schriftführer und Gemeindesekretär. Fritz’ Vater starb im August 1942 in Eisenach. Er wurde am 9. Mai 1942 deportiert. Seine Mutter, Therese, überlebte die Deportation nach Theresienstadt, kam 1945 nach Eisenach zurück, doch verließ die Wartburgstadt wenig später. Seinen Bruder Ludwig hatte Fritz im Ersten Weltkrieg verloren, seine Schwester Hilde, verheiratete Stein, wurde von Bielefeld aus deportiert und kam im Ghetto Riga ums Leben. |
| | Rothfels, Rosel            | Jakobsplan 7                                                   | (Lage)               | 28. Mai 1929 Bebra                       | HIER WOHNTE ROSEL ROTHFELS JG. 1929 DEPORTIERT 1942 BELYCE ERMORDET                                                                                                   | Deportiert am 9. Mai 1942. Rosel Rothfels war zum Zeitpunkt ihrer Deportation noch keine 14 Jahre alt. Eine frühere Mitschülerin ließ den Stolperstein im Jahr 2010 für sie verlegen. |
| | Rothfels, Werner           | Jakobsplan 7                                                   | (Lage)               | 27. Sep. 1926 Kassel                     | HIER WOHNTE WERNER ROTHFELS JG. 1926 DEPORTIERT 1942 BELYCE ERMORDET                                                                                                  | Deportiert am 9. Mai 1942. Nur wenig ist von Werner Rothfels bekannt. Er besuchte in Eisenach bis 1938 das Karl-Friedrich-Gymnasium (heute: Martin-Luther-Gymnasium), ehe ihm die NS-Gesetzgebung einen weiteren Schulbesuch verwehrte. Er gehörte im Jahr 1942 gemeinsam mit seiner Schwester zu den jüngsten deportierten jüdischen Eisenachern. |
| | Rothfels, Else             | Jakobsplan 7                                                   | (Lage)               | 24. Jan. 1895 geb. Fackenheim Bebra      | HIER WOHNTE ELSE ROTHFELS JG. 1895 DEPORTIERT 1942 BELYCE ERMORDET | Else ist als Tochter des in Bebra beheimateten Wirtes Isidor Fackenheim geboren. Wahrscheinlich in Kassel heiratete sie Julius Rothfels. Hier kam ihr Sohn Werner zur Welt, dem sich drei Jahre später ein Schwesterchen zugesellte, das in Bebra geboren wurde. Else lebte seit ihrer Übersiedlung nach Eisenach gemeinsam mit ihrem Mann am Jakobsplan. Sie starb, so wie Julius, in Belzyce |
| | Rothfels, Julius           | Jakobsplan 7                                                   | (Lage)               | 3. Feb. 1885 Ronshausen                  | HIER WOHNTE JULIUS ROTHFELS JG. 1885 DEPORTIERT 1942 BELYCE ERMORDET                                                                                                  | Deportiert am 9. Mai 1942. Die Familie Rothfels hat ihre Wurzeln in Ronshausen, wo sie seit dem frühen 19. Jahrhundert nachgewiesen ist. Julius war Kaufmann. Um 1930 zogen die Rothfels nach Eisenach, wo Julius im gleichen Jahr einen Handel mit Manufaktur- und Modewaren eröffnete. Wenig später erwarb Julius das Haus Jakobsplan 7, in dem die Familie bis zu ihrer Deportation lebte. |
| | Grünbaum, Edgar            | Goethestraße 23                                                | (Lage)               | 24. Okt. 1883 Eisenach                   | HIER WOHNTE DR. EDGAR GRÜNBAUM JG. 1883 DEPORTIERT 1943 ERMORDET IN AUSCHWITZ                                                                                         | Deportiert aus Berlin am 1. März 1943 nach Auschwitz, dort ermordet. Als Sohn des Eisenacher Tuch- und Modewarenkaufmanns Arnold Grünbaum und seiner Frau Philippine, geb. Stettauer, geboren, besuchte Edgar das Eisenacher Karl-Friedrich-Gymnasium. Anschließend studierte er in Jena Medizin. Als anerkannter Spezialist für Nerven- und innere Krankheiten ließ er sich in Eisenach als Arzt nieder und unterhielt seine Praxis in der Goethestraße 23. 1938 wurde ihm die ärztliche Zulassung entzogen. Fünf Jahre später erfolgte seine Deportation. Die Grünbaums waren eine der letzten Familien, die aus Eisenach deportiert worden sind. Er und seine Frau Elise sind im Vernichtungslager Auschwitz ermordet worden. Dem 1898 geborenen Bruder Ludwig Grünbaum gelang 1934 die Emigration nach Palästina. |
| | Grünbaum, Elise            | Goethestraße 23                                                | (Lage)               | 31. Juli 1895 geb. Friedmann Erfurt      | HIER WOHNTE ELISE GRÜNBAUM JG. 1895 DEPORTIERT 1943 ERMORDET IN AUSCHWITZ                                                                                             | Deportiert aus Berlin am 1. März 1943 nach Auschwitz, dort ermordet. Elise stammte aus Erfurt. Ihr Vater Samuel war aus Berkach hierhergezogen, um als Kaufmann tätig zu sein. Ihre Mutter war wenige Wochen nach ihrer Geburt am Kindbettfieber verstorben. So wuchs sie bei ihrem Vater auf und besuchte in Erfurt die Schule. Im Jahr 1919 heiratete sie Edgar Grünbaum und zog mit ihm nach Eisenach. Die Ehe blieb kinderlos. Elise engagierte sich in der Schwesternvereinigung der Eisenacher jüdischen Loge Thuringia „Zu den drei Ringen“. Der Versuch, gemeinsam mit ihrem Mann 1938 auszuwandern, scheiterte, und so wurde sie, wie auch er, deportiert und ermordet |
| | Grünbaum, Philippine       | Goethestraße 23                                                | (Lage)               | 6. Juli 1857 geb. Stettauer              | HIER WOHNTE PHILIPPINE GRÜNBAUM GEB. STETTAUER JG. 1857 HEIMATORT VERLASSEN JÜDISCHES ALTERSHEIM AACHEN DEPORTIERT 1942 THERESIENSTADT ERMORDET 5.8.1942              | Mutter von Dr. Edgar Grünbaum. Dem 1898 geborenen Sohn Ludwig Grünbaum gelang 1934 die Emigration nach Palästina. |
| Bild gesucht Der Benutzer GeorgDerReisende ( Diskussion ) wünscht sich an dieser Stelle ein Bild vom Ort mit diesen Koordinaten 50.962025 10.314588 . Motiv: vor Mariental 28: die Stolpersteine für die Familie Grünbaum, die Lage und das Haus Falls du dabei helfen möchtest, erklärt die Anleitung , wie das geht. BW | Grünbaum, Werner-Ludolf    | ursprünglich: Gaswerkstraße 30; 2021 verlegt nach Mariental 28 | (Lage)               | 23. Dez. 1923 unbekannt                  | | Werner-Ludolf Grünbaum flüchtete 1938 nach Holland, wurde dann interniert nach Westerbork und 1942 nach Auschwitz deportiert, wo er am 30. September 1942 ermordet wurde. |
| Bild gesucht Die Wikipedia wünscht sich an dieser Stelle ein Bild vom hier behandelten Ort. Weitere Infos zum Motiv findest du vielleicht auf der Diskussionsseite . Falls du dabei helfen möchtest, erklärt die Anleitung , wie das geht. BW                                                                             | Grünbaum, Hanna            | ursprünglich: Gaswerkstraße 30; 2021 verlegt nach Mariental 28 | (Lage)               | 1922 unbekannt                           | | Hanna Grünbaum flüchtete 1938 nach Holland, wurde dann interniert nach Westerbork und 1942 nach Auschwitz deportiert, wo sie am 30. September 1942 ermordet wurde. |
| Bild gesucht Die Wikipedia wünscht sich an dieser Stelle ein Bild vom hier behandelten Ort. Weitere Infos zum Motiv findest du vielleicht auf der Diskussionsseite . Falls du dabei helfen möchtest, erklärt die Anleitung , wie das geht. BW                                                                             | Grünbaum, Herbert          | ursprünglich: Gaswerkstraße 30; 2021 verlegt nach Mariental 28 | (Lage)               | 30. Okt. 1883 unbekannt                  | | Dr. Herbert Grünbaum wurde 1942 ins Ghetto Belzyce und dort ermordet. |
| Bild gesucht Die Wikipedia wünscht sich an dieser Stelle ein Bild vom hier behandelten Ort. Weitere Infos zum Motiv findest du vielleicht auf der Diskussionsseite . Falls du dabei helfen möchtest, erklärt die Anleitung , wie das geht. BW                                                                             | Grünbaum, Elisabeth        | ursprünglich: Gaswerkstraße 30; 2021 verlegt nach Mariental 28 | (Lage)               | 15. Juli 1897 geb. Kaufmann unbekannt    | | Elisabeth Grünbaum wurde 1942 ins Ghetto Belzyce deportiert und dort ermordet. |
| | Zieger, Heinrich           | Frankfurter Str. 104                                           | (Lage)               | 24. Feb. 1900 unbekannt                  | HIER WOHNTE HEINRICH ZIEGER JG. 1900 IM WIDERSTAND/KPD VERHAFTET 1933 FLUCHT IN DEN TOD 28.12.1933 BEZIRKSGEFÄNGNIS EISENACH                                          | Heinrich Zieger war KPD-Mitglied und Widerstandskämpfer, er wurde 1933 verhaftet und im Bezirksgefängnis Eisenach wochenlang gefoltert. Er starb durch Suizid im Gefängnis. |
| | Frank, Blanka              | Clemdastraße 5                                                 | (Lage)               | 8. Nov. 1894 geb. Wolfeiler unbekannt    | HIER WOHNTE BLANKA FRANK GEB. MICHAELIS JG. 1894 UNFREIWILLIG VERZOGEN KOBLENZ DEPORTIERT 1941 SOBIBOR ERMORDET                                                       | Blanka wurde als Tochter von Karl und Henriette Wolfeiler geboren. Bis etwa 1940 lebte sie in Eisenach, danach in Bendorf-Sayn. Ihr Schicksal in Izbica ist unbekannt, sie gilt als verschollen. |
| | Frank, Leo                 | Clemdastraße 5                                                 | (Lage)               | 4. Aug. 1881 Steinach                    | HIER WOHNTE LEO FRANK JG. 1881 VERHAFTET 1941 BUCHENWALD 'VERLEGT' 1942 BERNBURG ERMORDET 17.3.1942                                                                   | Leo wurde als Sohn von Otto und Jette Frank geboren. Im November 1941 wurde er ins KZ Buchenwald deportiert, wo er am 17. März 1942 ermordet wurde. |
| | Grünewald, Hildegard       | Bahnhofstraße 17                                               | (Lage)               | 6. Juli 1897                             | HIER WOHNTE HILDEGARD GRÜNEWALD JG. 1897 EINGEWIESEN JACOBY'SCHE ANSTALTEN BENDORF-SAYN DEPORTIERT 1942 IZBICA ERMORDET                                               | |
| | Blumental, Irma            | Stolzestraße 10                                                | (Lage)               | 16. Jan. 1898 Lemgo                      | HIER WOHNTE IRMA BLUMENTAL GEB. MICHAELLIS JG. 1898 DEPORTIERT 1942 THERESIENSTADT 1944 AUSCHWITZ ERMORDET                                                            | Irma wurde als Tochter von Albert und Frieda Michaelis Blumental geboren. Sie wurde am 19. September 1942 nach Theresienstadt deportiert. Von hier wurde sie am 9. Oktober 1944 nach Auschwitz deportiert und dort ermordet. Der Name wird in verschiedenen Quellen unterschiedlich geschrieben, mal nur mit t, mal mit th. |
| | Blumental, Max             | Stolzestraße 10                                                | (Lage)               | 26. Dez. 1882 Schubin                    | HIER WOHNTE MAX BLUMENTAL JG. 1892 DEPORTIERT 1942 THERESIENSTADT ERMORDET 14.2.1944                                                                                  | Max wurde als Sohn von Salomon und Minna Blumental in Schubin (heute polnisch Szubin) geboren. Er wurde am 19. September 1942 nach Theresienstadt deportiert und dort am 14. Februar 1944 ermordet. Der Name wird in verschiedenen Quellen unterschiedlich geschrieben, mal nur mit t, mal mit th. |
| | Katz, Martha               | Am Ofenstein 6                                                 | (Lage)               | 8. März 1884 geb. Schloß Eschwege        | HIER WOHNTE MARTHA KATZ GEB. SCHLOSS JG. 1884 DEPORTIERT 1942 THERESIENSTADT ERMORDET 18. Januar 1943                                                                 | Martha wurde als Tochter von Nathan und Fanny Schloß geboren. Ihr Ehemann Dagobert Katz starb 1930 durch Suizid. In Eisenach hatte sie mehrere Wohnsitze: 1929 Kapellenstr. 4, 1936 Karlstr. und ab 1938 Am Ofenstein 6, von wo sie am 19. September 1942 deportiert wurde. Am 18. Januar 1943 wurde sie in Theresienstadt ermordet. |
| | Stern, Elly                | Am Ofenstein 3                                                 | (Lage)               | 20. Jan. 1899 geb. Großmann Chemnitz     | HIER WOHNTE ELLY STERN GEB. GROSSMANN JG. 1899 DEPORTIERT 1942 GHETTO BELYCE ERMORDET                                                                                 | Deportiert am 9. Mai 1942. Elly Stern stammte aus Chemnitz. 1919 heiratete sie in Meiningen Dr. Robert Stern und zog mit ihm nach Eisenach. Zwei Kinder hatte das Paar. Herbert konnte 1938 nach England emigrieren, wo er 1988 gestorben ist. Die Tochter Johanna Leonore, kurz Hannelore, floh zunächst zu ihrem Onkel Richard Großmann nach Paris. Mit ihm wurde sie schließlich deportiert und ist umgekommen. Auch Elly und Robert versuchten, ins Ausland zu gelangen. Doch ihr Ausreiseantrag nach Frankreich im Dezember 1938 blieb ohne Erfolg. Ellys Mutter Margarete, keine Jüdin, überlebte den Krieg und wohnte nach 1945 in Chemnitz. |
| | Stern, Dr. Robert          | Am Ofenstein 3                                                 | (Lage)               | 22. Juli 1883 Geisa                      | HIER WOHNTE DR. ROBERT STERN JG. 1883 DEPORTIERT 1942 GHETTO BELYCE ERMORDET                                                                                          | Deportiert am 9. Mai 1942. Robert Stern ist als Sohn des Geisaer Handelsmannes Salomon Stern und dessen Frau Frieda, geborene Rose, zur Welt gekommen. Er besuchte die Schule und studierte anschließend Jura. Zunächst als Referendar und seit 1912 als Rechtsanwalt hatte er sein Büro in der Eisenacher Karlstraße 48/50. Ab 1922 unterhielt er gemeinsam mit dem Justizrat Theobald Speyer eine Kanzlei im Haus Markt 5. Bereits 1919 hatte er Elly Großmann geheiratet. Nachdem man Dr. Stern zu Beginn des Jahres 1942 gezwungen hatte, sein Haus Am Ofenstein 3 zu verkaufen, wurde er wenige Monate später gemeinsam mit seiner Frau deportiert und ist umgekommen. |
| | Spangenthal, Elfriede      | Bahnhofstr. 27                                                 | (Lage)               | 4. Sep. 1906 geb. Brylewski              | HIER WOHNTE ELFRIEDE SPANGENTHAL GEB. BRYLEWSKI JG. 1906 DEPORTIERT 1942 GHETTO BELYCE ERMORDET                                                                       | |
| | Spangenthal, Ernst Jochen  | Bahnhofstr. 27                                                 | (Lage)               | 27. Juni 1935                            | HIER WOHNTE ERNST JOCHEN SPANGENTHAL JG. 1930 DEPORTIERT 1942 GHETTO BELYCE ERMORDET                                                                                  | |
| | Spangenthal, Hans Günther  | Bahnhofstr. 27                                                 | (Lage)               | 9. Jan. 1930                             | HIER WOHNTE HANS-GÜNTHER SPANGENTHAL JG. 1930 DEPORTIERT 1942 GHETTO BELYCE ERMORDET                                                                                  | |
| | Spangenthal, Ludwig        | Bahnhofstr. 27                                                 | (Lage)               | 22. Feb. 1894                            | HIER WOHNTE LUDWIG SPANGENTHAL JG. 1894 VERHAFTET 1942 'SCHWARZHANDEL' SACHSENHAUSEN ERMORDET 24.10.1942                                                              | |
| | Blüth, Ellen               | Bahnhofstr. 27                                                 | (Lage)               | 20. Juni 1929                            | HIER WOHNTE ELLEN BLÜTH JG. 1929 UNFREIWILLIG VERZOGEN 1938 ICHENHAUSEN DEPORTIERT 1943 ERMORDET IN AUSCHWITZ                                                         | |
| | Appel, Tina                | Georgenstraße 3                                                | (Lage)               | 14. Mai 1886 geb. Mannheimer Aub         | HIER WOHNTE TINA APPEL GEB. MANNHEIMER JG. 1886 UNFREIWILLIG VERZOGEN NÜRNBERG DEPORTIERT 1942 IZBICA ?                                                               | Tina Appel wurde als Tochter von Salomon und Johanna Mannheimer in Aub bei Würzburg geboren. Ihr Mann Karl Appel verstarb in Eisenach im Jahre 1926. |
| | Appel, Horst-Joachim       | Georgenstraße 3                                                | (Lage)               | 1. Nov. 1918 Eisenach                    | HIER WOHNTE HORST-JOACHIM APPEL JG. 1918 UNFREIWILLIG VERZOGEN FRANKFURT/MAIN DEPORTIERT 1941 ŁODZ/LITZMANNSTADT ?                                                    | Horst-Joachim Appel wurde als Sohn der Eheleute Karl und Tina Appel in Eisenach geboren und ist in der Georgenstr. 3 aufgewachsen. Horst Joachim hatte noch zwei Geschwister: Herbert (* 11. August 1912 in Eisenach) und Gerda, die beide überlebt haben. |
| | Baer, Ernst                | Querstraße 32                                                  | (Lage)               | 28. Aug. 1883 Butzbach                   | HIER WOHNTE ERNST BAER JG. 1883 DEPORTIERT 1942 GHETTO BELZYCE ERMORDET                                                                                               | Deportiert am 9. Mai 1942. Die Baers sind eine über viele Generationen in Butzbach ansässige jüdische Familie. Ernsts Vater hatte 1882 in Eisenach Sophie Heidungsfeld geheiratet. Ein Jahr später kam Ernst zur Welt. Schon vor der Jahrhundertwende zog die Familie endgültig nach Eisenach, wo der Vater mehrere Gewerbe betrieb, u. a. einen Getreide- und Landesproduktenhandel und einen Weinverkauf. Ernst trat in die Fußstapfen seines Vaters und wurde ebenfalls Kaufmann. Er lebte in Eisenach an verschiedenen Orten, zuletzt in der Querstraße. Sein Gewerbe, ein Handel mit Getreide und Futtermitteln, wurde Ende 1938 zwangsweise abgemeldet. Vier Jahre später wurde er deportiert. |
| | Baer, Lieselotte           | Querstraße 32                                                  | (Lage)               | 21. März 1929 Eisenach                   | HIER WOHNTE LIESELOTTE BAER JG. 1929 DEPORTIERT 1942 GHETTO BELZYCE ERMORDET                                                                                          | Deportiert am 9. Mai 1942. Über Lieselotte Baer ist kaum etwas bekannt. Sie wuchs im Hause ihrer Eltern, zunächst am Theaterplatz 2 (damals Julius-von-Eichel-Platz), dann in der Querstraße 32 auf. Sie war noch keine neun Jahre alt, als sie ihren Vater verlor. Und sie war erst 14, als sie im Getto Belzyce ums Leben kam. |
| | Baer, Bernie               | Querstraße 32                                                  | (Lage)               | 18. März 1894 geb. Mannheimer Ungedanken | HIER WOHNTE BERNIE BAER GEB. MANNHEIMER JG. 1894 DEPORTIERT 1942 GHETTO BELZYCE ERMORDET                                                                              | Deportiert am 9. Mai 1942. Bernie ist als Tochter des in Bad Wildungen beheimateten Kaufmanns Jacob Mannheimer und seiner Frau Levette, geb. Katz, geboren. Später heiratete sie den aus Butzbach stammenden Albert Baer, ein Bruder des Ernst Baer, mit dem sie seit etwa 1913 in Eisenach lebte. Unter der Bezeichnung Gebr. Baer betrieben Albert und Ernst eine Getreide- und Futtermittelhandlung. Albert wurde, wie alle jüdischen Männer Eisenachs, nach dem Pogrom am 9. November 1938 nach Buchenwald deportiert, wo er am 21. November starb. Die Witwe lebte nun gemeinsam mit ihrem Schwager und ihrer Tochter bis zur Deportation im Haus Querstraße 32. |
| | Fackenheim, Julius         | Schmelzerstraße 14                                             | (Lage)               | 22. Feb. 1863 Mühlhausen                 | HIER WOHNTE DR. JULIUS FACKENHEIM JG. 1863 DEPORTIERT 1942 THERESIENSTADT ERMORDET 13.11.1942                                                                         | Deportiert aus München am 4. Juni 1942, umgekommen am 13. November 1942 in Theresienstadt. Als Sohn des jüdischen Lehrers Michael Fackenheim und dessen Frau Marianne kam Julius in Mühlhausen zur Welt. Nach dem Schulbesuch studierte er Medizin in Jena und Freiburg/B. Er ließ sich 1887 als praktischer Arzt in Eisenach nieder und erwarb sich, nicht nur als Arzt, ein hohes Ansehen in der Wartburgstadt. Er gehörte verschiedenen Vereinen an und wirkte bei der Ausbildung zahlreicher Sanitäter im Rahmen des Roten Kreuzes mit. Von 1894 bis 1938 hatte er seine Praxis in der Schmelzerstraße 14, ehe das NS-System ihm die Ausübung seines Berufes untersagte. Er ging nach München und wurde von hier aus deportiert. Als fast Achtzigjähriger kam er in Theresienstadt ums Leben. |
| | Fackenheim, Alfred         | Schmelzerstraße 14                                             | (Lage)               | 9. Nov. 1891 Eisenach                    | HIER WOHNTE ALFRED FACKENHEIM JG. 1891 DEPORTIERT 1943 ERMORDET IN AUSCHWITZ                                                                                          | Deportiert aus Stuttgart am 17. Juni 1943 nach Theresienstadt, von dort am 23. Oktober 1944 nach Auschwitz, dort ermordet. Der Sohn Julius Fackenheims besuchte die Schule in Eisenach und absolvierte anschließend eine Lehre als Bankkaufmann, ehe er nach dem Ersten Weltkrieg, zu dem er sich freiwillig gemeldet hatte, im väterlichen Hause eine Privatbank, die „Heim-Bank“, gründete. Sie ging in der Wirtschaftskrise 1929 in Konkurs. 1936 verließ die Familie Eisenach in Richtung Ulm, um von hier aus nach Palästina auszuwandern. Dies gelang jedoch nicht, und so siedelten Alfred und seine Frau nach Stuttgart um, wo er Leiter des örtlichen Palästina-Amtes wurde. Ihm selbst blieb die Emigration versagt. |
| | Fackenheim, Hertha         | Schmelzerstraße 14                                             | (Lage)               | 1. Apr. 1896 geb. Oppenheim Kassel       | HIER WOHNTE HERTHA FACKENHEIM GEB. OPPENHEIM JG. 1896 DEPORTIERT 1943 ERMORDET IN AUSCHWITZ                                                                           | Deportiert aus Stuttgart am 17. Juni 1943 nach Theresienstadt, von dort am 23. Oktober 1944 nach Auschwitz, dort ermordet. Hertha wuchs als Tochter des Fabrikanten Hermann Oppenheim und seiner Frau Rieka in Kassel auf. 1920 heiratete sie Alfred Fackenheim und zog mit ihm nach Eisenach. Hier kam drei Jahre später ihre Tochter Erika zur Welt. Als die Lebensbedingungen für die jüdische Bevölkerung in Deutschland immer schwerer wurden, schickten die Eltern ihre Tochter nach Palästina, in der Absicht, ihr alsbald zu folgen. Der Ausbruch des Krieges verhinderte die Emigration der Fackenheims, und so wurde Hertha mit ihrem Mann deportiert und in Auschwitz ermordet. |
| | Heilbrunn, Werner          | Karlstraße 44                                                  | (Lage)               | 1. Dez. 1905                             | HIER WOHNTE WERNER HEILBRUNN JG. 1905 UNFREIWILLIG VERZOGEN FRANKFURT/M. DEPORTIERT 1942 MAJDANEK ERMORDET 4.7.1942                                                   | |
| | Heilbrunn, Mathilde        | Karlstraße 53                                                  | (Lage)               | 1. März 1869 geb. Dörnberg Vacha         | HIER WOHNTE MATHILDE HEILBRUNN GEB. DÖRNBERG JG. 1869 DEPORTIERT 1942 THERESIENSTADT ERMORDET 8. April 1943 AUSCHWITZ                                                 | Deportiert am 20. September 1942. Am 5. April 1943 in Theresienstadt umgekommen. Mathilde kam als Tochter des Kaufmanns Heinrich Dörnberg und seiner Frau Jeanette in Vacha zur Welt. 1894 heiratete sie in Bad Salzungen den aus Richelsdorf stammenden Schuhmacher Julius Heilbrunn. Beide lebten in Eisenach, seit 1900 in der Karlstraße 53. Ihre Tochter Irma, verheiratete Tichauer, konnte rechtzeitig emigrieren und starb 1976 in den USA. Ihren Mann hatte sie schon 1918 durch Tod verloren. |
| | Kuh, Rudolf                | Karlstraße 53                                                  | (Lage)               | 11. Apr. 1890 Tiefenort                  | HIER WOHNTE RUDOLF KUH JG. 1890 DEPORTIERT 1942 GHETTO BELZYCE ERMORDET                                                                                               | Deportiert am 9. Mai 1942. Rudolf kam als eines von fünf Kindern des Ehepaars Sara und Abraham Kuh in Tiefenort zur Welt. Nach der Schule absolvierte er eine Ausbildung zum Kaufmann und kam 1922 nach Eisenach, wo er am 4. Sept. 1922 die Tochter des 1918 verstorbenen Eisenacher Schuhmachers Julius Heilbrunn, Ilse, heiratete. Er führte nach dem Tod seines Schwiegervaters und in Nachfolge seiner Frau Mathilde das Geschäft im Haus Nr. 52 (gegenüber) weiter. Der Versuch der Familie, 1939 nach England auszuwandern, scheiterte. Das Geschäft war schon im Jahr zuvor zwangsweise abgemeldet worden. |
| | Kuh, Ilse                  | Karlstraße 53                                                  | (Lage)               | 7. Okt. 1897 geb. Heilbrunn Eisenach     | HIER WOHNTE ILSE KUH GEB. HEILBRUNN JG. 1897 DEPORTIERT 1942 GHETTO BELZYCE ERMORDET                                                                                  | Deportiert am 9. Mai 1942. Ilse ging in Eisenach zur Schule, zuletzt im Karolinenlyzeum, und heiratete hier 1922 den aus Tiefenort stammenden Kaufmann Rudolf Kuh. Beide betrieben nach dem Tod des Julius Heilbrunn dessen Schuhgeschäft in der Karlstraße 52. Dem Paar wurde am 7. Mai 1925 die Tochter Ursula geboren. Zum 31. Dez. 1938 musste das Geschäft abgemeldet und im September 1939 an den Elektriker Walter Thomas verkauft werden. 1942 wurde die gesamte Familie deportiert und ermordet. |
| | Kuh, Ursula                | Karlstraße 53                                                  | (Lage)               | 7. Mai 1925 Eisenach                     | HIER WOHNTE URSULA KUH JG. 1925 DEPORTIERT 1942 GHETTO BELZYCE ERMORDET                                                                                               | Deportiert am 9. Mai 1942. Ursula ging in Eisenach u. a. mit Ruth Kirchheimer – siehe Goethestraße 25a – zur Schule. Sie wurde 1942 mit ihren Eltern deportiert und ermordet. |
| | Kirchheimer, Frieda        | Goethestraße 25 a                                              | (Lage)               | 7. Juli 1894 geb. Marx Mainz             | HIER WOHNTE FRIEDA KIRCHHEIMER GEB. MARX JG. 1894 DEPORTIERT 1942 GHETTO BELZYCE ERMORDET                                                                             | Deportiert am 9. Mai 1942. Frieda stammte aus Mainz, wo ihr Vater als Buchhalter tätig war. Nach ihrer Heirat mit Siegfried lebte Frieda Kirchheimer in Eisenach. Hier kamen auch ihre Töchter Ingeborg und Ruth zur Welt. Ingeborg gelangte mit einem Kindertransport nach England, wo sie den Holocaust überlebte und 1987 starb. Ruth, ihre jüngere Schwester, überlebte die Shoa in einem katholischen Kloster in Frankreich. Sie trat später zum katholischen Glauben über und war in zahlreichen armen Regionen Afrikas als Schwester Marie Therese helfend tätig. Ihre Mutter hat sie nie wieder gesehen. Sie kam im Getto Belzyce ums Leben. |
| | Kirchheimer, Siegfried     | Goethestraße 25 a                                              | (Lage)               | 28. Okt. 1887 Nieheim                    | HIER WOHNTE SIEGFRIED KIRCHHEIMER JG. 1887 DEPORTIERT 1942 GHETTO BELZYCE ERMORDET                                                                                    | Deportiert am 9. Mai 1942. Siegfried entstammte einer der wenigen jüdischen Familien, die Landwirtschaft betrieben, so jedenfalls erinnerte sich später seine Tochter Ruth. Warum er nach dem Ersten Weltkrieg nach Eisenach übersiedelte, ist nicht bekannt. Jedenfalls betrieb er hier einen Schuhwarengroßhandel. Während der Pogromnacht im November 1938 versuchte er zu fliehen, wurde jedoch gefasst und im KZ Buchenwald interniert. Die Jahre danach waren geprägt von zahlreichen erfolglosen Versuchen, ins Ausland zu emigrieren. Mit seiner Frau wurde er schließlich aus Eisenach deportiert und kam ums Leben. |
| | Löwenstein, Meta           | Karlstraße 51                                                  | (Lage)               | 5. Feb. 1870 geb. Seligmann              | HIER WOHNTE META LÖWENSTEIN GEB. SELIGMANN JG. 1870 UNFREIWILLIG VERZOGEN 1934 BERLIN DEPORTIERT 1942 THERESIENSTADT TREBLINKA ERMORDET 1942                          | |
| | Moser, Eugenie             | Georgenstraße 44/46                                            | (Lage)               | 19. Mai 1883 geb. Rosenfeld              | HIER WOHNTE EUGENIE MOSER GEB. ROSENFELD JG. 1883 FLUCHT HOLLAND INTERNIERT WESTERBORK DEPORTIERT 1943 AUSCHWITZ ERMORDET 1943                                        | |
| | Moser, Julius              | Georgenstraße 44/46                                            | (Lage)               | 27. Apr. 1887                            | HIER WOHNTE JULIUS MOSER JG. 1887 FLUCHT 1937 HOLLAND INTERNIERT WESTERBORK DEPORTIERT 1943 AUSCHWITZ ERMORDET 1943                                                   | |
| | Löwenstein, Werner Alfred  | Georgenstraße 44/46                                            | (Lage)               | 26. Nov. 1912                            | HIER WOHNTE WERNER ALFRED LÖWENSTEIN JG. 1912 FLUCHT 1937 HOLLAND INTERNIERT WESTERBORK DEPORTIERT 1943 AUSCHWITZ ERMORDET 1943                                       | |
| | Riesenfeld, Sidonie        | Theaterplatz 1 (ehem. Julius-von-Eichel-Platz)                 | (Lage)               | 3. Jan. 1903 geb. Linz Eisenach          | HIER WOHNTE SIDONIE RIESENFELD GEB. LINZ JG. 1903 DEPORTIERT 1942 ERMORDET IN AUSCHWITZ                                                                               | Deportiert am 20. September 1942 nach Theresienstadt, von dort am 19. Oktober 1944 nach Auschwitz, dort ermordet. Sidonie Riesenfeld kam als Tochter des Fleischers, Darm-, Fell- und Viehhändlers Berthold Linz zur Welt. Die Familie stammte aus Rothenburg/Fulda und übersiedelte um die Jahrhundertwende nach Eisenach. Sidonie wuchs im Haus Theaterplatz 1 auf und ging in Eisenach zur Schule. Drei Jahre nach ihrer Heirat mit Max kam der gemeinsame Sohn Diethard-David. Sein Name wird kein Zufall gewesen sein, verbindet er doch den altdeutschen Namen Diethard mit dem jüdischen Namen David. Darin zeigte sich die Hoffnung der Familie, die eigenen jüdischen Traditionen mit der deutschen Nationalität verknüpfen zu können. |
| | Riesenfeld, Max            | Theaterplatz 1 (ehem. Julius-von-Eichel-Platz)                 | (Lage)               | 2. Mai 1899 Zülz                         | HIER WOHNTE MAX RIESENFELD JG. 1899 DEPORTIERT 1942 ERMORDET IN AUSCHWITZ                                                                                             | Deportiert am 20. September 1942 nach Theresienstadt, von dort am 29. September 1944 nach Auschwitz, dort ermordet. Max Riesenfeld kam als Sohn eines Lederwarenhändlers zur Welt. 1926 heiratete er in Leipzig die aus Eisenach stammende Sidonie Linz. Seit 1927 lebte er mit seiner Familie in Eisenach. Die Darm- und Lederwaren OHG, die er hier betrieb, wurde 1939 zwangsweise abgemeldet und aus dem Handelsregister gelöscht. Sein Ausreiseantrag nach Paraguay vom März 1939 blieb ohne Erfolg. Eine Woche vor seiner Deportation musste Riesenfeld sein Haus zwangsweise verkaufen. |
| | Riesenfeld, Diethard-David | Theaterplatz 1 (ehem. Julius-von-Eichel-Platz)                 | (Lage)               | 26. Juni 1929 Eisenach                   | HIER WOHNTE DIETHARD_DAVID RIESENFELD JG. 1929 DEPORTIERT 1942 ERMORDET IN AUSCHWITZ                                                                                  | Deportiert am 20. September 1942 nach Theresienstadt, von dort gemeinsam mit seiner Mutter am 19. Oktober 1944 nach Auschwitz, dort ermordet. Über Diethard-David ist nichts bekannt. Er wuchs bei seiner Familie am Theaterplatz 1 auf, ging hier zur Schule und hatte hier seine Freunde. Sein Leben fand in Auschwitz ein viel zu frühes Ende. |
| | Sachs, Hermann             | Georgenstraße 35                                               | (Lage) evtl. ungenau | 14. Jan. 1890 Berkach                    | HIER WOHNTE HERMANN SACHS JG. 1890 DEPORTIERT 1942 GHETTO BELZYCE ERMORDET                                                                                            | Deportiert am 9. Mai 1942. Als Sohn des Viehhändlers Simon Sachs und dessen Frau Sara, geborene Schloß, wurde Hermann 1890 im südthüringischen Berkach geboren. Hier besuchte er die Schule. Schon sein Großvater und sein Vater hatten mit Vieh gehandelt, und so lag es nahe, dass auch er diesen Beruf ergriff. Seine Heirat führte ihn schließlich nach Eisenach, wo er seit 1927 behördlich gemeldet war. Hier betrieb er einen Viehhandel. Unter dem Druck des NS-Systems musste er schließlich sein Gewerbe aufgeben. Es gelang ihm nicht, zu emigrieren. Bald nach seiner Deportation kam er ums Leben. |
| | Sachs, Beate               | Georgenstraße 35                                               | (Lage) evtl. ungenau | 17. Juli 1900 Grabfeld                   | HIER WOHNTE BEATE SACHS GEB. MÜLLER JG. 1900 DEPORTIERT 1942 GHETTO BELZYCE ERMORDET                                                                                  | Deportiert am 9. Mai 1942. Beate war die Tochter des Viehhändlers Meier Müller aus Herleshausen und dessen Frau Bertha, geborene Habermann. Schon in den 1880er Jahren kam die Familie nach Eisenach, wo Meier Müller das Haus in der Georgenstraße erwarb. Beate, eines von drei Kindern, wuchs in Eisenach auf und besuchte hier die Schule. Im Mai 1927 heiratete sie Hermann Sachs, der in das Geschäft seiner Schwiegereltern einstieg. Die Familie Sachs blieb kinderlos. Beates Eltern starben beide 1937 in Eisenach. So blieb das Paar allein in Eisenach zurück. Wohl fehlten der Familie das Geld und die Auslandsbeziehungen, um emigrieren zu können. So wurden Beate und ihr Mann deportiert und kamen ums Leben. |
| | Schloß, Lotte              | Goethestraße 27                                                | (Lage)               | 14. März 1897 geb. Elkan Chemnitz        | HIER WOHNTE LOTTE SCHLOSS GEB. ELKAN JG. 1897 DEPORTIERT 1942 BELZYCE ERMORDET                                                                                        | Deportiert am 9. Mai 1942. Charlotte ist als Tochter von Richard Elkan und seiner Frau Jenny, geborene Heß, in Chemnitz zur Welt gekommen. Später siedelte die Familie nach Erfurt über. Hier heiratete sie den Eisenacher Kaufmann Karl Schloß. Der war als Textilhändler in der Wartburgstadt erfolgreich, gründete u. a. 1930 in seinem Haus Karlstraße 3 das erste so genannte „Einheits-Preis-Geschäft“, eine Art Kaufhaus, Eisenachs. Charlotte und Karl hatten zwei Kinder, Anne und Fritz Ralf, die beide in der Emigration überlebten. Die Familie bewohnte das Haus in der Goethestraße 27. Karl starb 1937, und so blieb Charlotte allein zurück. Sie wurde deportiert und kam ums Leben. |
| | Stern, Jenny               | Georgenstraße 36                                               | (Lage)               | 22. Feb. 1897 geb. Rothschild Netra      | HIER WOHNTE JENNY STERN GEB. ROTHSCHILD JG. 1897 DEPORTIERT 1942 GHETTO BELZYCE ERMORDET                                                                              | Deportiert am 9. Mai 1942. Jenny Stern stammte aus Netra, ebenso wie ihr Mann Moritz. Beide kamen Mitte der 1920er Jahre nach Eisenach, wo Moritz zunächst gemeinsam mit seinem Schwager Ferdinand Nußbaum eine Viehhandlung betrieb. Er machte sich jedoch mit einem Viehhandel bald selbständig und hatte sein Geschäft in der Alexanderstraße 8, wo die Familie auch wohnte. Das Paar hatte zwei Kinder. Arthur konnte rechtzeitig emigrieren und starb 1982 in Israel. Gerhard wurde deportiert. Jennys Mann Moritz gelang 1938/39 die Auswanderung nach Palästina. Auf sich allein gestellt, betrieb Jenny fortan einen Mittagstisch für jüdische Gäste im Haus Georgenstraße 36. Dies war nicht nur ein Mittagstisch, sondern ein illegaler Zufluchtsort für jüdische Menschen aus dem Eisenacher Umland, die dem Druck der Verfolgung in ihren Dörfern durch Wegzug nach Eisenach zu entgehen hofften. Eli Reitmann, selbst Gast in der „Pension Stern“, erinnerte sich: „Die Pension Stern war Treffpunkt für uns Juden, denn in allen Lokalen, Hotels usw. waren die Zeichen ‚Juden nicht erwünscht‘ … Ich kann nur sagen, es waren sehr, sehr schwere Zeiten, und es war gut, dass ein Platz, wie die Pension Stern, war, wo man sich treffen konnte.“ Während Eli Reitmann noch fliehen konnte, wurde Jenny 1942 deportiert und ist umgekommen. |
| | Stern, Gerhard Jakob       | Georgenstraße 36                                               | (Lage)               | 5. Jan. 1929 Eisenach                    | HIER WOHNTE GERHARD STERN JG. 1929 DEPORTIERT 1942 GHETTO BELZYCE ERMORDET                                                                                            | Deportiert am 9. Mai 1942. Gerhard gehörte zu den jüngsten Opfern der Shoa in Eisenach. Er war gerade einmal 13 Jahre alt, als er gemeinsam mit seiner Mutter deportiert worden ist. Wir wissen nicht, wo er zur Schule ging und wer seine Freunde waren. Nur ein Stolperstein erinnert heute noch an das viel zu kurze Leben des Gerhard Stern. |
| | Wolff, Dr. Siegfried       | Wartburgallee 74 (ehem. Kartäuserstraße)                       | (Lage)               | 22. Jan. 1888 Gnesen                     | HIER WOHNTE DR. SIEGFRIED WOLFF JG. 1888 DEPORTIERT 1944 ERMORDET IN AUSCHWITZ                                                                                        | Als Sohn des Sanitätsrates Louis Wolff und seiner Frau Luise, geborene Mendel, kam Siegfried zur Welt. Nach dem Schulbesuch studierte er in München, Breslau, Freiburg und Heidelberg Medizin. Zwischen 1914 und 1920 wirkte er als Arzt in Gnesen. Als diese Stadt im Ergebnis des Ersten Weltkriegs polnisch wurde, zog er um 1920 nach Eisenach. Er wohnte hier in der damaligen Karthäuserstraße 74 und war gleichzeitig ärztlicher Direktor einer privat betriebenen Kinderklinik, die sich zunächst in der Amalienstraße 2, später in der Kaiser-Wilhelm-Straße 16, heute Erich-Honstein-Straße, befand. Schon lange dem Druck der NS-Machthaber ausgesetzt, blieb er, wohl seiner alten Mutter wegen, bis 1939 in Eisenach. Er emigrierte schließlich nach Amsterdam, wurde aber bald nach Einmarsch der Wehrmacht in den Niederlanden in Westerbork interniert und von hier aus über Theresienstadt nach Auschwitz deportiert, wo man Dr. Wolff ermordete. Das St. Georg Klinikum Eisenach benannte ihm zu Ehren seine Kinder- und Jugendklinik nach Dr. Wolff. |
| | Sittenmann, Clara          | Goethestraße 29                                                | (Lage)               | 14. Feb. 1890 geb. Strupp Treysa         | HIER WOHNTE CLARA SITTENMANN GEB. STRUPP JG. 1890 DEPORTIERT 1942 GHETTO BELZYCE ERMORDET                                                                             | Deportiert am 9. Mai 1942; Clara Sittenmann ist als Tochter des Kaufmanns Benedikt Strupp und dessen Frau Emilie, geb. Kahn, zur Welt gekommen. Ihre Jugend verbrachte sie in Treysa. Im Alter von 23 Jahren heiratete sie den aus Marktbreit stammenden Kaufmann Arthur Sittenmann. Die Familie ließ sich noch vor dem Ersten Weltkrieg in Eisenach nieder, wo Arthur gemeinsam mit seinem Schwager Simon Grünbaum, dem Mann seiner Schwester Hedwig, eine Holzverarbeitungsfabrik betrieb. Die Familie lebte seit 1922 in der Wörthstraße, heute Karl-Marx-Straße, 29, später in der Goethestraße 29. Als Arthur 1938 starb, waren die beiden Kinder der Familie, Eva und Hans Walther, 18 bzw. 25 Jahre alt. Beiden gelang die Flucht. Claras Versuche, noch rechtzeitig das Land zu verlassen, blieben ohne Erfolg. Sie wurde deportiert und kam ums Leben. |
| | Kis, Frieda                | Karl-Marx-Straße 45 (ehem. Wörthstraße)                        | (Lage)               | 16. Juni 1889 geb. Emanuel Nentershausen | HIER WOHNTE FRIEDA KIS GEB. EMANUEL JG. 1889 DEPORTIERT 1942 GHETTO BELZYCE ERMORDET                                                                                  | Als Tochter der schon lange in Nentershausen ansässigen Familie Emanuel kam Frieda zur Welt. Mit ihrem Mann und ihren beiden Söhnen Alfred und Heinz kam sie um 1920 nach Eisenach. Nach dem Schulbesuch gelang es den Söhnen 1936 nach Palästina zu emigrieren. Den Eltern blieb trotz aller Bemühungen dieser Weg versperrt. Frieda und Samuel starben wohl schon bald nach ihrer Deportation im Getto Belzyce. Heinz, der später als Henry Kis in den USA lebte, starb hochbetagt 2000 in New Jersey. Sein Bruder, später Se’ev Kis, ist 1984 in Israel gestorben. |
| | Kis, Samuel                | Karl-Marx-Straße 45 (ehem. Wörthstraße)                        | (Lage)               | 10. Feb. 1882 Miskolc                    | HIER WOHNTE SAMUEL KIS JG. 1882 DEPORTIERT 1942 GHETTO BELZYCE ERMORDET                                                                                               | Deportiert am 9. Mai 1942. Wenig nur ist über die Familie Kis in Eisenach bekannt. Samuel stammte aus Österreich/Ungarn und kam nach dem Ersten Weltkrieg gemeinsam mit seiner Frau nach Eisenach. Er betrieb hier einen Manufakturwarenhandel in der Georgenstraße 12. Alle Versuche der Familie, unter dem Druck des Nationalsozialismus ins Ausland zu gelangen, schlugen fehl. Und so wurden Samuel und seine Frau 1942 deportiert und kamen ums Leben. |
| | Knorringa, Ruth Doris      | Rennbahn 8                                                     | (Lage)               | 19. Apr. 1923                            | HIER WOHNTE RUTH DORIS KNORRINGA JG. 1923 FLUCHT 1937 HOLLAND INTERNIERT WESTERBORK DEPORTIERT 1943 ERMORDET IN AUSCHWITZ                                             | |
| | Knorringa, Julie           | Rennbahn 8                                                     | (Lage)               | 9. Dez. 1886 geb. Falkenstein            | HIER WOHNTE JULIE KNORRINGA GEB. FALKENSTEIN JG. 1886 FLUCHT 1937 HOLLAND INTERNIERT WESTERBORK DEPORTIERT 1942 ERMORDET IN AUSCHWITZ                                 | |
| | Knorringa, Hermann         | Rennbahn 8                                                     | (Lage)               | 8. Okt. 1883                             | HIER WOHNTE HERMANN KNORRINGA JG. 1883 FLUCHT 1937 HOLLAND INTERNIERT WESTERBORK DEPORTIERT 1942 ERMORDET IN AUSCHWITZ                                                | |
| | Pfifferling, Arthur        | Löberstraße 2                                                  | (Lage)               | 5. Dez. 1887 Ermsleben                   | HIER WOHNTE ARTHUR PFIFFERLING JG. 1887 VERHAFTET 1941 BUCHENWALD ERMORDET 29.10.1941                                                                                 | Als Sohn des Kaufmanns Marcus Pfifferling und dessen Ehefrau Fanny, geb. Peisel, kam Arthur im Mansfelder Land zur Welt. Seit 1909 lebte er in Eisenach und arbeitete hier als Buchhalter. Mit dem Mann seiner Schwester Johanna, Benno Nußbaum, betrieb er eine Reiseandenkenfabrik, die Fa. Kurt Poser Nachf. OHG. Arthur und seine Frau Johanna, die er 1920 in Göttingen geheiratet hatte, lebten in der Löberstraße 2. Wegen „nicht genehmigten Verkehrs mit Ariern“ wurde er verhaftet und kam in Buchenwald um. |
| | Pfifferling, Edgar-Josef   | Löberstraße 2                                                  | (Lage)               | 17. Feb. 1922 Eisenach                   | HIER WOHNTE EDGAR-JOSEF PFIFFERLING JG. 1922 FLUCHT 1938 HOLLAND INTERNIERT WESTERBORK DEPORTIERT 1942 ERMORDET IN AUSCHWITZ                                          | Deportiert aus Westerbork am 4. September 1944 nach Theresienstadt, von dort am 29. September 1944 nach Auschwitz, dort ermordet. Edgar-Josef wuchs in Eisenach auf und ging hier zur Schule. Unter dem Druck des Nationalsozialismus emigrierte er im Dezember 1938 in die Niederlande. Nach dem Einmarsch der Wehrmacht wurde er 1940 im Lager Westerbork interniert und von hier aus 1944 nach Theresienstadt deportiert. Wenige Wochen später brachte man ihn nach Auschwitz, wo er umgekommen ist. |
| | Pfifferling, Johanna       | Löberstraße 2                                                  | (Lage)               | 9. Okt. 1890 geb. Katz Göttingen         | HIER WOHNTE JOHANNA PFIFFERLING GEB. KATZ JG. 1890 DEPORTIERT 1942 GHETTO BELZYCE ERMORDET                                                                            | Deportiert am 9. Mai 1942. Johanna wuchs als Tochter des in Göttingen beheimateten Kaufmanns Magnus Katz auf. Zwei Jahre nach ihrer Heirat und ihrem Umzug nach Eisenach kam der Sohn Edgar-Josef zur Welt, dem vier Jahre später der Bruder Heinz-Erich folgte. Unter dem Druck des Nationalsozialismus versuchte Johanna gemeinsam mit ihrem Mann nach China auszuwandern, doch wurde das Gesuch nicht genehmigt. Nachdem sie bereits ihren Mann verloren hatte, wurde sie im Mai 1942 aus Eisenach deportiert und kam wenig später ums Leben. |
| | Pfifferling, Heinz-Erich   | Löberstraße 2                                                  | (Lage)               | 2. Juni 1926 Eisenach                    | HIER WOHNTE HEINZ-ERICH PFIFFERLING JG. 1926 FLUCHT 1938 HOLLAND INTERNIERT WESTERBORK DEPORTIERT 1942 MAUTHAUSEN ERMORDET 17.3.1945                                  | Gemeinsam mit seinem Bruder wuchs Heinz-Erich in Eisenach auf. Seine Eltern hofften auf Sicherheit für ihren Sohn, als sie ihn im Januar 1939 nach Holland schickten. Doch wenige Monate später wurde er hier interniert und lebte bis 1944 im Lager Westerbork. Über Theresienstadt deportierte man Heinz-Erich Pfifferling nach Auschwitz, später nach Mauthausen, wo er ermordet wurde. |
| | Steinberger, Alma          | Wartburgallee 82 (ehem. Kartäuserstraße)                       | (Lage)               | 17. Juli 1881                            | HIER WOHNTE ALMA STEINBERGER JG. 1881 DEPORTIERT 1942 BELZYCE ? | |
| | Steinberger, Bernhard      | Wartburgallee 82 (ehem. Kartäuserstraße)                       | (Lage)               | 25. Dez. 1888                            | HIER WOHNTE BERNHARD STEINBERGER JG. 1881 DEPORTIERT 1942 BELZYCE ?                                                                                                   | |
| | Hammerschlag, Isidor       | Eichrodter Weg 4                                               | (Lage)               | 7. Okt. 1881                             | HIER WOHNTE ISIDOR HAMMERSCHLAG JG. 1881 DEPORTIERT 1942 BELZYCE ERMORDET                                                                                             | |
| | Hammerschlag, Johanna      | Eichrodter Weg 4                                               | (Lage)               | 16. Mai 1884                             | HIER WOHNTE JOHANNA HAMMERSCHLAG GEB. LÖWENSTEIN JG. 1884 DEPORTIERT 1942 BELZYCE ERMORDET                                                                            | |
| | Wolfermann, Martin         | Langensalzaer Straße 10                                        | (Lage)               | 14. Juni 1901                            | HIER WOHNTE MARTIN WOLFERMANN JG. 1901 DEPORTIERT 1942 BELZYCE ERMORDET                                                                                               | |
| | Wolfermann, Nini           | Langensalzaer Straße 10                                        | (Lage)               | 21. Juli 1908                            | HIER WOHNTE NINI WOLFERMANN GEB. STERN JG. 1908 DEPORTIERT 1942 BELZYCE ERMORDET                                                                                      | |
| | Wolfermann, Hans           | Langensalzaer Straße 10                                        | (Lage)               | 25. März 1905                            | HIER WOHNTE HANS WOLFERMANN JG. 1905 FLUCHT 1937 SÜDAFRIKA | |
| | Chudy, Stanislaus          | Mühlhäuser Straße 29                                           | (Lage)               | 24. Sep. 1924                            | HIER ERMORDET 11.3.1944 VERDACHT DIEBSTAHL STANISLAUS CHUDY JG. 1924 POLEN SOG. ZIVILARBEITER                                                                         | |
| | Böckel, Ernst              | Stedtfelder Straße 119a                                        | (Lage)               | 14. Jan. 1909 Stedtfeld                  | HIER WOHNTE ERNST BÖCKEL JG. 1909 IM WIDERSTAND/KPD MEHRFACH VERHAFTET 'SPRENGSTOFFVERGEHEN' ZUCHTHAUS UNTERMASSFELD ERMORDET 7.12.1940 PIRNA-SONNENSTEIN 'AKTION T4' | |
| | Honstein, Erich            | Große Wiegardt 2                                               | (Lage)               | 23. Feb. 1904 Eisenach                   | HIER WOHNTE ERICH HONSTEIN JG. 1904 IM WIDERSTAND/KPD VERHAFTET 24.6.1934 FLUCHT IN DEN TOD 4.7.1934 GEFÄNGNIS HALLE/SAALE                                            | |

## Verlegedaten
- 10. August 2009: Georgenstraße 35, Goethestraße 23 und 25a, Karlstraße 53, Querstraße 32
- 27. Mai 2010: Goethestraße 27, Jakobsplan 7, Karlstraße 6 und 34
- 21. Juni 2011: Am Ofenstein 3, Georgenstraße 25, Goethestraße 29, Karl-Marx-Straße 45, Löberstraße 2, Obere Predigergasse 13, Rennbahn 28, Schlossberg 10, Schmelzerstraße 14, Theaterplatz 1, Wartburgallee 74
- 30. Juli 2012: Bahnhofstraße 17 und 27, Goethestraße 23, Löberstraße 2, Stolzestraße 5–7
- 10. Mai 2013: Am Ofenstein 6, Clemdastraße 5, Frankfurter Straße 104, Georgenstraße 3, Mariental 17, Stolzestraße 10, Wartburgallee 82
- 18. März 2014: Bahnhofstraße 27, Georgenstraße 44–46, Karlstraße 44 und 51, Rennbahn 8 und 28, Stedtfelder Straße 19a
- 3. Mai 2016: Eichrodter Weg 4, Langensalzaer Straße 10, Mühlhäuser Straße 29
- 14. Mai 2019: Große Wiegardt 2, Stedtfelder Straße 119a
- 23. September 2021: Goldschmiedenstraße 19, Schmelzerstraße 1, Schmelzerstraße 10, Mariental 28, Eichrodter Weg 4[5]

## Quelle
- Reinhold Brunner (Hrsg.): Stolpersteine in Eisenach – Erinnerungen an das jüdische Leben und Sterben in der Wartburgstadt, herausgegeben im Auftrag des Bündnisses gegen Rechtsextremismus Eisenach und des Eisenacher Geschichtsvereins e. V., Eisenach 2012. (online)